# Holstein-Frisisk nötboskap

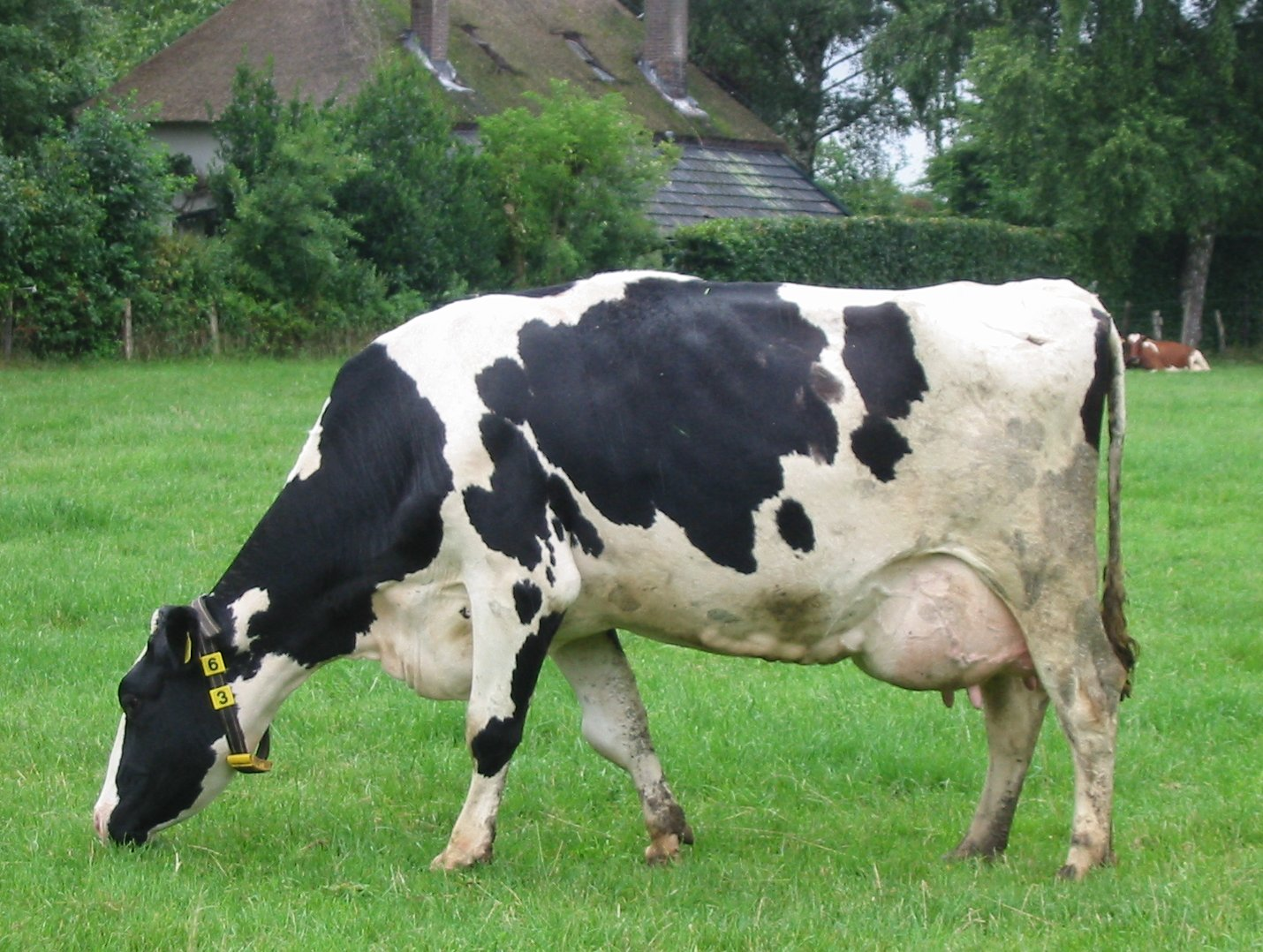
En nederländsk ko av sorten Holstein-Frisisk nötboskap.

Holstein-Frisisk nötboskap (HF), är en svartbrokig nötkreatursras, en variant av låglandsboskap, av utpräglad mjölkkotyp.
I äldre tid räknades Holstein som en huvudsakligen rödbrokig boskap som förekom främst i Friesland, Nordholland, Utrecht, på öarna i Sydholland samt övriga ställen i det övriga Nederländerna. Från dessa trakter skedde en omfattande export, och redan i början av 1900-talet förekom rasen i stort sett i alla världsdelar.
I dessa inblandades den Ostfrisiska nötboskapen, som huvudsakligen bestod av svartbrokiga djur, men omkring 13 % rödbrokiga och 6 % helt rödbruna. Från importerade djur av Ostfrisisk nötboskap skapades de första svenska bestånden av Svensk låglandsboskap.
Dagens kreatursstam härstammar från två avelsföreningar i USA, som arbetade med import från Nederländerna och slogs samman 1885. Under avelsarbetet satsade man på utveckling av allt större djur med högre avkastning. Från 1970-talet har en omfattande inseminering med Holstein-Frisisk nötboskap skett i bestånden av Svensk låglandsboskap, och de båda raserna närmat sig varandra.